# 林香代子
林 香代子（はやし かよこ）は、日本の陸上競技選手、砲丸投選手。
日本人女子としてはじめて16メートルプットを達成。日本陸上競技選手権大会10連覇を達成するなど、1970年代を代表する名選手として知られた。

## 来歴
長洲町立長洲中学校時代の1967年、中学女子用で16ｍ16の大記録を樹立して注目を集めた。熊本県立熊本工業高等学校時代も14ｍ43をマーク。インターハイ3連覇（広島、群馬、和歌山）、2、3年次は砲丸投げ・円盤投げの2冠王。その後、中京大学、熊本陸上競技協会に所属。熊本県立熊本高等学校、熊本県立大津産業高等学校では教師を務めた。日本陸上競技選手権大会では、砲丸投で昭和47年（1972年）第56回大会から昭和56年（1981年）第65回大会まで10連覇を達成した。ほかに10連覇を達成した人には実の父子である室伏広治、室伏重信の2人、男の砲丸投げ青木正純だけである。1977年12月4日、キャンベラの太平洋五カ国で16ｍ00の日本新記録をマーク。日本人女子初の16メートル突破を達成した。テヘランアジア大会、バンコクアジア大会で銅メダルを獲得した。九州陸上競技選手権では、1980年に優勝して大会記録を更新した。
中学記録の16ｍ16はその後も長らく日本中学記録として残っていた。樹立されてから30～40年以上経過している熊本県記録、熊本県中学記録、熊本県高校記録、九州中学記録、西日本学生記録、中京大学陸上競技部記録をいまだに保持している。また、九州陸上競技選手権大会、東京陸上競技選手権大会、西日本学生陸上競技対校選手権大会の大会記録も保持したままである。かつては日本中学記録、日本学生記録を持っていた。
引退後は陸上競技指導者、陸上競技審判員として活躍。全国レディース陸上競技大会審判長などの要職を歴任した。1981年には山下泰裕、具志堅幸司らとともに朝日スポーツ賞を受けた。